# Проюл
Проюл (устар. Про-Юл) — река в Томской области России, левый приток Улуюла. Устье реки находится в 187 км от устья Улуюла по левому берегу. Протяжённость реки 39 км.

## Притоки
- 6 км: река без названия (лв)
- 19 км: Гаревой (лв)
- 23 км: Верхний Проюл (лв)

## Данные водного реестра
По данным государственного водного реестра России относится к Верхнеобскому бассейновому округу, водохозяйственный участок реки — Чулым от водомерного поста села Зырянское до устья, речной подбассейн реки — Чулым. Речной бассейн реки — (Верхняя) Обь до впадения Иртыша.
Код водного объекта — 13010400312115200022060.